# Bathytoshia brevicaudata
Bathytoshia brevicaudata es una especie de pez de la familia Dasyatidae en el orden de los Rajiformes.

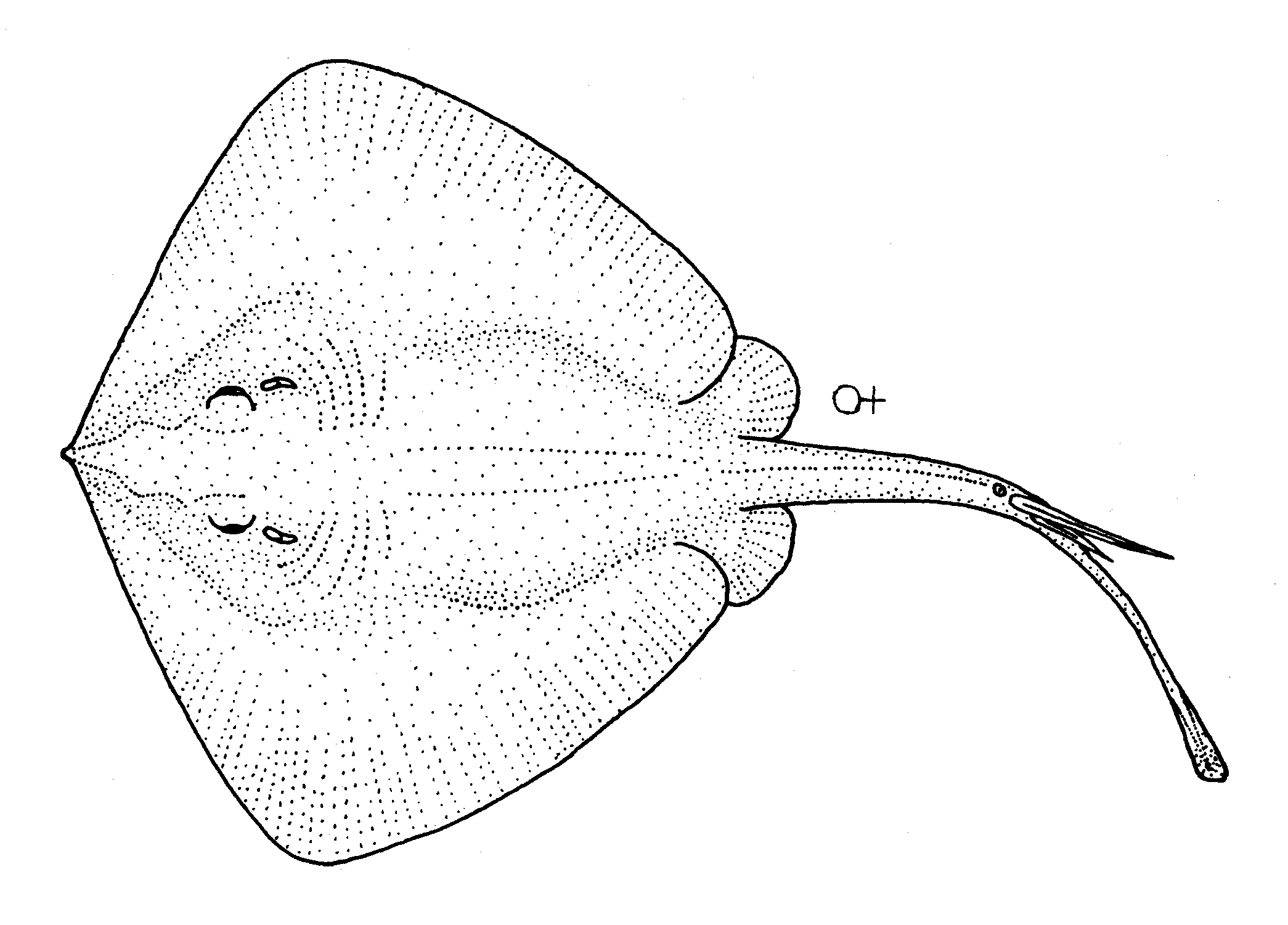
hembra.

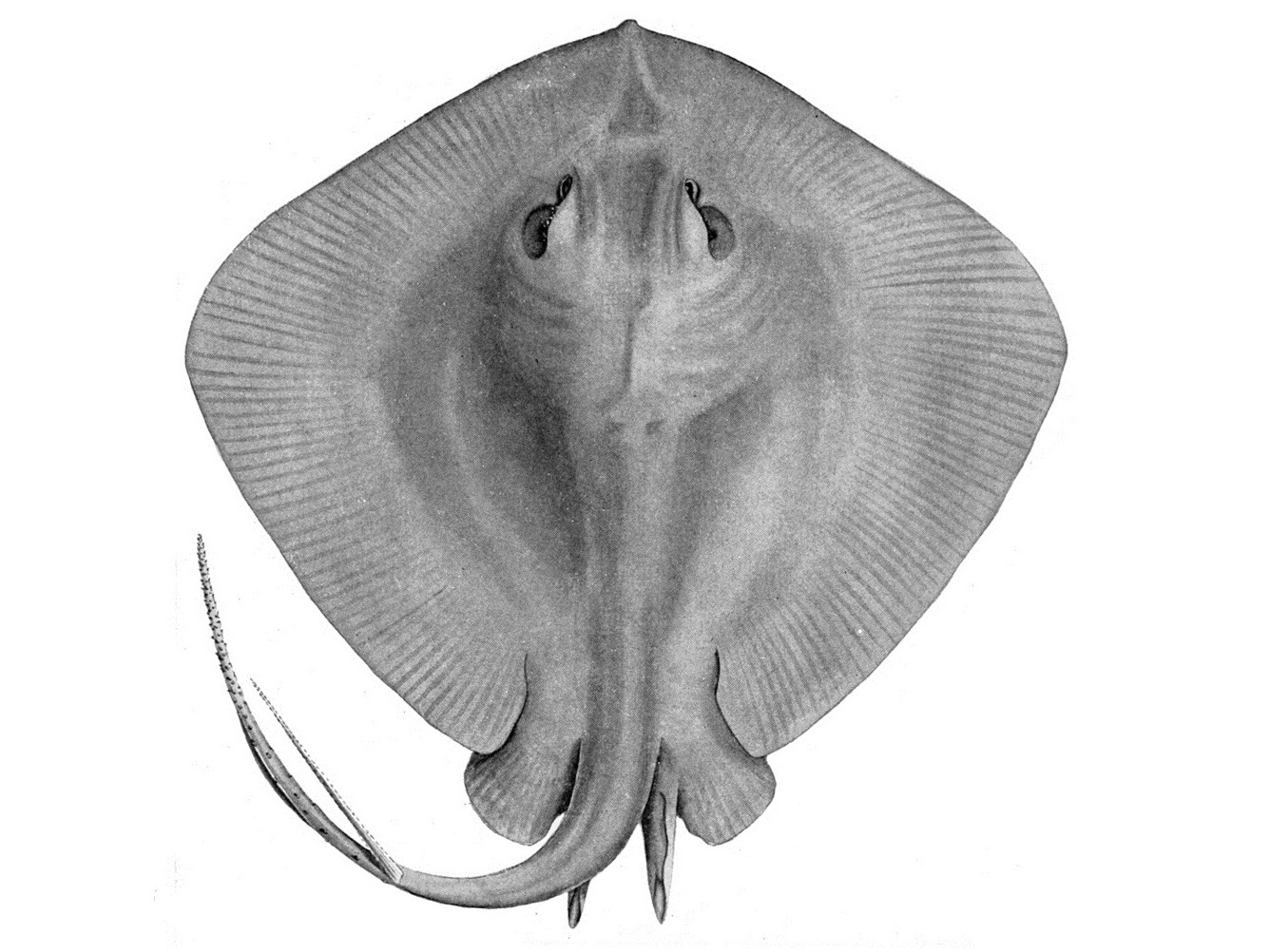
macho.

## Morfología
Los machos pueden llegar alcanzar los 430 cm de longitud total.

## Reproducción
Es ovíparo.

## Alimentación
Come peces, bivalvos, calamares y crustáceos.

## Hábitat
Es un pez de mar y de templado y demersal que vive hasta los 476 m de profundidad.

## Distribución geográfica
Se encuentra en Australia, Mauricio, Mozambique, Nueva Zelanda, Sudáfrica, Tailandia y el Yemen.

## Observaciones
Su aguijón puede infligir heridas graves o potencialmente mortales para los humanos.
El caso más sonado ocurrió en Australia:
Un espécimen de 2,30 m. fue el causante de la muerte del zoólogo Steve Irwin, conocido mundialmente por el apelativo del "Cazador de cocodrilos". El hecho ocurrió en mar abierto cerca a las costas de Australia, lugar donde Irwin y su equipo filmaban un documental. La perforación profunda del aguijón del animal fue tal que hirió de gravedad la zona del corazón de Irwin, y según médicos especialistas, tras estudios de aquel incidente, lo que dejó sin vida al documentarista, no fue el veneno, sino la perforación en sí que le dio de lleno al corazón y acabó con su vida.